# 산사슴벌레속
산사슴벌레속(Prismognathus)은 사슴벌레아과의 하위 분류로 다우리아사슴벌레와 미운사슴벌레를 포함한다. 생김새가 Allotopus속 종류들과 많이 유사하다.